# Гродзис
Гродзис или гродзиское пиво (пол. Piwo grodziskie, Grodzisz), или грэтцер (нем. Graetzer Bier) — традиционное польское пиво верхового брожения, разновидность эля из района г. Гродзиск-Велькопольский, приготовленное на основе копчёного пшеничного солода, с содержанием спирта 3,2-4,3 %.

## История

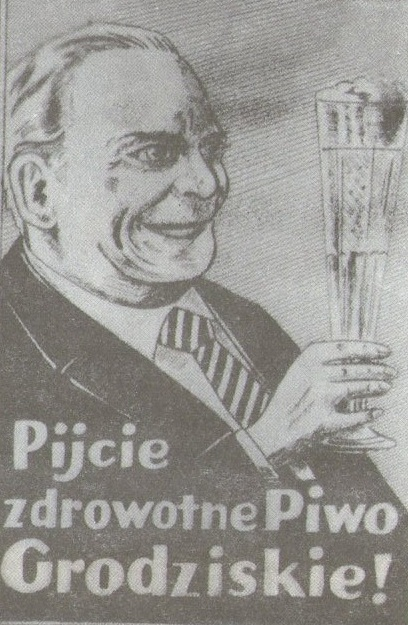
Реклама XX века

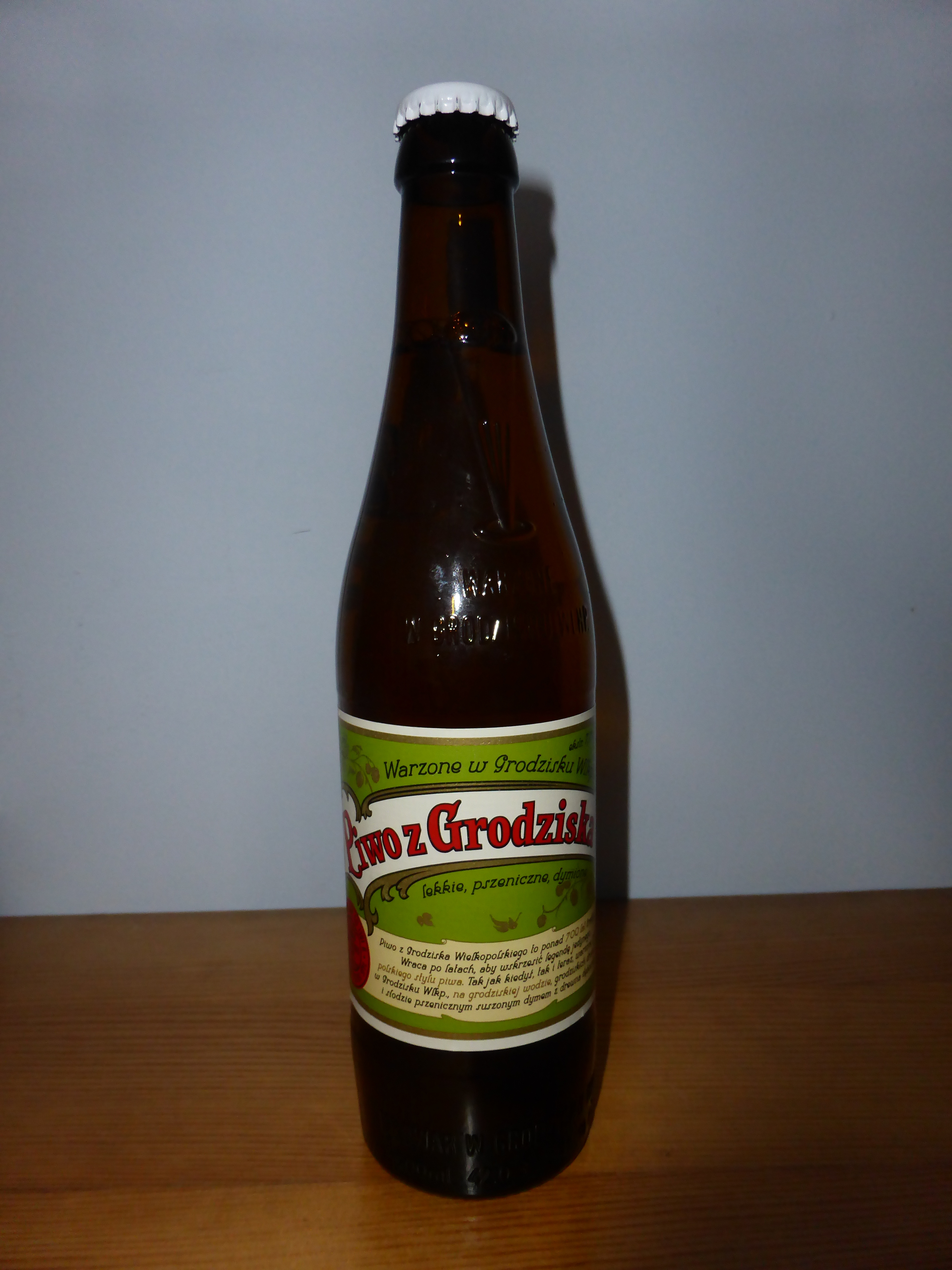

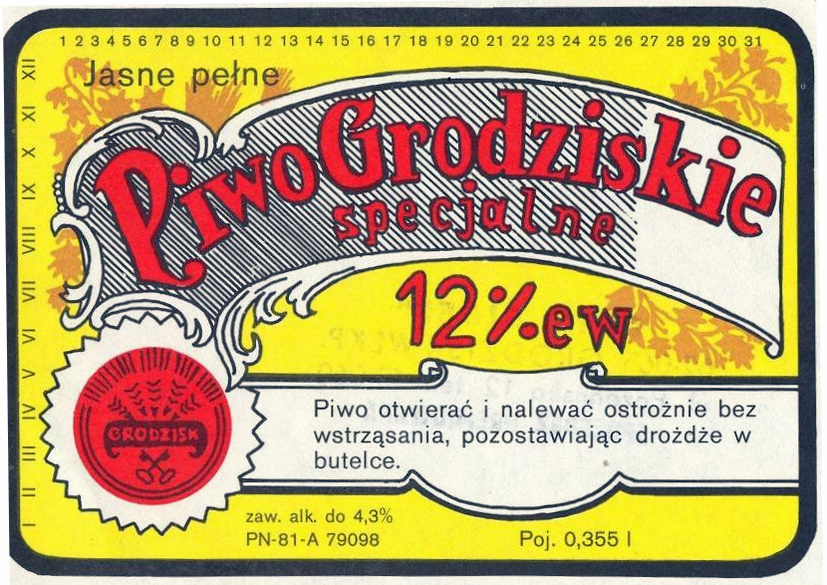

Гродзис появился в Великопольше в Средневековье; согласно местной легенде — в 1301 г., но дата не подтверждена. Польское пиво, сваренное из пшеницы, упоминается в летописи польского духовника и историка Яна Длугоша (1415—1480).
В более поздние времена — в XVI веке, главным центром производства пива становится район польского города Гродзиск-Велькопольский. До Первой мировой войны город имеет пять пивоварен и пиво экспортируется в Германию, Китай и США. Пивоварня работала во время Второй мировой войны, а пиво доставлялось немецким войскам Африканского корпуса генерала Роммеля.
После Второй мировой войны завод был национализирован польским государством. Производство постепенно снижалось на протяжении многих лет, до 1980-х годов, когда было принято решение о модернизации пивоварни. После демократических перемен в Польше, пивоварня Гроджиск Великополски стала собственностью пивоваренной компании Lech Browary Wielkopolski SA в Познани. В 1993 году пивоварня в Гродзиске была закрыта, а производство знаменитого гродзиского пива — прекращено.
В настоящее время производство гродзиского пива пытаются восстановить некоторые микропивоварни в Польше, Чехии и США.

## Характеристики
Гродзиское пиво является единственным оригинальным польским стилем пива, который можно охарактеризовать как смесь бамбергского раухбира и баварского белого пива. Это пшеничное пиво верхового брожения от золотистого до светло-коричневого цвета, с высокой карбонизацией и видимым осадком дрожжей на дне бутылки. Пиво характеризуется мягкой хмелевой горечью и характерным древесно-дубовым ароматом пшеничного солода. Содержание алкоголя составляет 3,2-4,3 %, но может доходить и до 5,4 %.
Производство этого пива проходит через сложный и трудный процесс. Используется пшеничный солод, копчёный на дыме дубовой или буковой древесины, и люблинский хмель из местных плантаций в Великопольше. Сусло сбраживают при температуре от 15 до 20°С. После разлива в бутылки добавляют специальный штамм дрожжей для вторичного брожения, и пиво созревает один месяц на складе. В результате этого процесса пиво в бутылке имеет высокую карбонизацию.